# هانكسفيل (يوتا)
هانكسفيل (بالإنجليزية: Hanksville, Utah)‏ هي بلدة تقع في مقاطعة واين، يوتا بولاية يوتا في الولايات المتحدة. تأسست عام 1882، تبلغ مساحتها 5 (كم²)، وترتفع عن سطح البحر  م، بلغ عدد سكانها 214 نسمة في عام 2012 حسب إحصاء مكتب تعداد الولايات المتحدة .

## التركيبة السكانية
حدّد مكتب تعداد الولايات المتحدة بيانات التركيبة السكانية لهانكسفيل في تعداد الولايات المتحدة. في ما يلي، التركيبة السكانية حسب تعدادي 2000 و2010.

### تعداد عام 2010
بلغ عدد سكان هانكسفيل 219 نسمة بحسب تعداد عام 2010، وبلغ عدد الأسر 81 أسرة وعدد العائلات 54 عائلة مقيمة في البلدة. في حين سجلت الكثافة السكانية 49.2 نسمة لكل كيلومتر مربع (127.4/ميل2). وبلغ عدد الوحدات السكنية 94 وحدة بمتوسط كثافة قدره 21.1 لكل كيلومتر مربع (54.6/ميل2).
وتوزع التركيب العرقي للبلدة بنسبة 98.17% من البيض و0.46% من الأمريكيين ذوي الأصول الآسيوية و1.37% من عرقين مختلطين أو أكثر و0.91% من الهسبانيون أو اللاتينيون من أي عرق.
بلغ عدد الأسر 81 أسرة كانت نسبة 35.8% منها لديها أطفال تحت سن الثامنة عشر تعيش معهم، وبلغت نسبة الأزواج القاطنين مع بعضهم البعض 53.1% من أصل المجموع الكلي للأسر، ونسبة 9.9% من الأسر كان لديها معيلات من الإناث دون وجود شريك،  بينما كانت نسبة 3.7% من الأسر لديها معيلون من الذكور دون وجود شريكة وكانت نسبة 33.3% من غير العائلات. تألفت نسبة 32.1% من أصل جميع الأسر من عدة أفراد يعيشون في نفس المنزل ونسبة 12.3% كانت تتألف من شخص يعيش بمفرده يبلغ من العمر 65 عاماً أو أكثر. وبلغ متوسط حجم الأسرة المعيشية 2.70، أما متوسط حجم العائلات فبلغ 3.52.
بلغ العمر الوسطي للسكان 36.8 عاماً. وكانت نسبة 32.9% من القاطنين تحت سن الثامنة عشر، وكانت نسبة 7.8% بين الثامنة عشر والرابعة والعشرين عاماً، ونسبة 18.3% كانت واقعةً في الفئة العمرية ما بين الخامسة والعشرين والرابعة والأربعين عاماً، ونسبة 27.9% كانت ما بين الخامسة والأربعين والرابعة والستين، ونسبة 13.2% كانت ضمن فئة الخامسة والستين عاماً فما فوق. وتوزع التركيب الجنسي للسكان بنسبة 52.1% ذكور و47.9% إناث.

## المناخ
يظهر الجدول التالي التغييرات المناخية على مدار السنة لهانكسفيل:
{{بيانات منطقة مناخية
|Apr record high F=98|May low F=44.8|Nov avg record low F=9.3|Nov low F=22.7|Nov high F=55.9|Nov avg record high F=69.9|Nov record high F=82|May snow inch=0|May precipitation inch=0.45|May record low F=23|May avg record low F=31.7|May high F=81.3|Nov precipitation inch=0.39|May avg record high F=94.6|May record high F=107|Mar snow inch=0.7|Mar precipitation inch=0.41|Mar record low F=4|Mar avg record low F=14.6|Mar low F=28.1|Mar high F=60.7|Mar avg record high F=75.7|Mar record high F=88|Nov record low F=-8|Nov snow inch=1.0|Jun precipitation inch=0.32|Sep record low F=24|source 1=https://wrcc.dri.edu/cgi-bin/cliMAIN.pl?ut3611%7C location = هانكسفيل
|width=auto

## وصلات خارجية
- www.hanksville.com
- The US50 - Cities and Towns in Utah State
- Utah Cities and Towns, Facts, Map, Flag, Colleges, Government, and More